# Dear Boy (canción de Paul McCartney)
Dear Boy es una canción perteneciente al álbum del cantante Paul McCartney, Ram, acreditado como "Paul and Linda McCartney" Junto a su esposa Linda McCartney. 

## Inspiración
A pesar de que "Dear Boy" ha sido muchas veces vinculada como una canción contra John Lennon (incluso el mismo Lennon ha confesado que sintió que muchas de las canciones del álbum Ram fueron dedicadas hacia su persona), realmente estaba dedicada al exesposo de Linda, John Melvin Jr., en donde McCartney expresa sus sentimientos hacia lo afortunado que había sido al encontrar a una persona como Linda y que Melvin nunca se dio cuenta de lo que se había perdido, a tal extremo que McCartney en la canción le dice que incluso cuando él (Melvin) se vuelva a enamorar, no va a ser ni la mitad de lo bueno que fue cuando él tuvo a Linda ( and even when you fall in love, dear boy, it won't be half as good as this / e incluso cuando te enamores, querido muchacho, nunca va a ser ni la mitad de bueno que es esto).
En una entrevista de 1971, preguntaron a Paul de qué trataba realmente la canción, a lo que el respondió: "Dear Boy fue mi intento de una autobiografía acerca de mí y de lo afortunado que era al tener a Linda. Nunca me di cuenta de lo afortunado que era de poder contar con ella hasta que comencé a escribir la canción."
- Datos: Q5246818